# Vilém z Rožmberka
Vilém z Rožmberka (německy Wilhelm von Rosenberg; 10. března 1535, zámek Schützendorf v Horních Rakousích – 31. srpna 1592, Praha) byl český politik a představitel českých stavů ze šlechtického rodu Rožmberků. V nábožensky citlivém českém předbělohorském prostředí patřil k předním vůdcům umírněných katolíků.
Byl synem vladaře rožmberského domu Jošta III. z Rožmberka a jeho druhé manželky Anny z Rogendorfu. Po smrti otce se stal Vilémovým poručníkem nejdříve jeho strýc Petr V. z Rožmberka a později Albrecht z Gutštejna, Oldřich Holický ze Šternberka a Jeroným Šlik. Vzdělání získal na internátní škole v Pasově, kde si kromě humanitního a náboženského osvojil i prvky vystupování v prostředí středoevropské aristokracie. V šestnácti letech byl předčasně zplnoletněn a převzal správu rožmberského dominia od svých poručníků.
Brzy po svém nastolení se vydal s výpravou české šlechty do Itálie, která ovlivnila jeho vztah k renesanční architektuře a umění. Po návratu z cesty se zapojil do sporu o přednostní postavení v království s knížaty z Plavna. Císař spor nakonec vyřešil kompromisem, který de facto znamenal Vilémovo vítězství. V 70. letech 16. století se Vilém stal dvakrát kandidátem na polský královský trůn, aby však neohrozil své skutečné jistoty, tohoto záměru se vzdal a spokojil se s úřadem nejvyššího purkrabího a českého „místokrále“. Za své zásluhy byl oceněn Řádem zlatého rouna. Zemřel v roce 1592 v Praze a byl pohřben v kostele svatého Víta v Českém Krumlově. Svému mladšímu bratru Petru Vokovi odkázal rožmberské dominium, které během své vlády výrazně zadlužil.
Přestože byl Vilém celkem čtyřikrát ženat, z manželství se nenarodil žádný potomek. Vilémova manželství však posloužila k posílení jeho prestiže ve Svaté říši římské. První tři manželky pocházely z německých knížecích rodů, čtvrtá manželka pak z předního českého šlechtického rodu Pernštejnů. Protože potomka se nedočkal ani Vilémův mladší bratr a dědic Petr Vok z Rožmberka, stali se tak posledními mužskými příslušníky svého rodu.

## Život

### Dětství a mládí

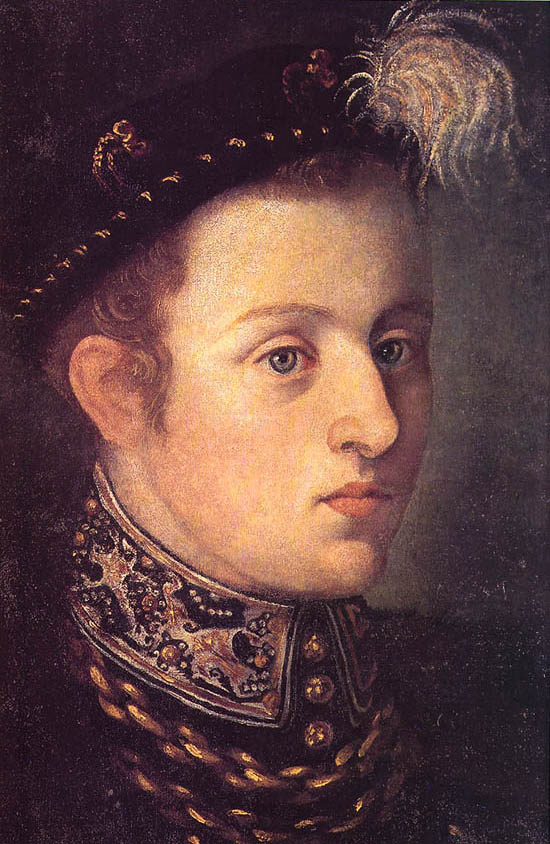
Mladý Vilém z Rožmberka

Narodil se 10. března 1535 na zámku Schützendorf v Horních Rakousích jako syn vladaře rožmberského domu Jošta III. z Rožmberka a jeho druhé manželky Anny z Rogendorfu. Jméno dostal po svém strýci a prastrýci z matčiny strany. Když Vilémův otec 15. října 1539 zemřel, ujal se vladařství nad rožmberským dominiem i poručnictví strýc Petr V. z Rožmberka. Ač byl poručník plný dobrých úmyslů ve prospěch Vilémova budoucího vládnutí, brzy docházelo k neshodám mezi ním a ovdovělou Annou z Rogendorfu. Výsledkem více než rok trvajících konfliktů se stala dohoda, podle které musel Petr z Rožmberka vyplatit vdově její věno zvýšené na částku 9000 zlatých rýnských. Anna se poté musela odstěhovat z rožmberských panství a ztratila také jakýkoliv vliv na výchovu svých dětí.
Rodinné spory nejvíce poznamenaly tehdy šestiletého Viléma. Protože Petr z Rožmberka se sám nemohl ujmout výchovy dětí, musel najít nějaké jiné řešení. Zatímco ostatní sourozenci (včetně mladšího bratra Petra Voka) našli útočiště v Jindřichově Hradci u příbuzné Anny Rožmberské z Hradce, Viléma strýc poslal nejdříve do školy v Mladé Boleslavi. Po několika měsících Vilém z této školy odešel a jeho novým působištěm se stala internátní škola v Pasově, kterou založil zdejší biskup Wolfgang ze Salmu. Jeho učitelem zde byl Jindřich Scribonius, pozdější probošt Svatovítské kapituly. Vedle základů filosofie, teologie a historie se zde Vilém naučil i výborně latinsky. Kromě humanitního a náboženského vzdělání si Vilém osvojil i prvky vystupování v prostředí středoevropské aristokracie, protože jeho spolužáky byli příslušníci předních rakouských, německých a českých šlechtických rodů.
Dne 6. listopadu 1545 Petr z Rožmberka zemřel. Díky jeho šetrnosti se v době jeho vladařství podařilo zbavit rožmberské dominium většiny dluhů a dokonce našetřit i větší sumu v hotovosti. Pro svého synovce začal také stavět palác na Pražském hradě. Ještě před smrtí ustanovil poručníky rožmberských sirotků Albrechta z Gutštejna, Oldřicha Holického ze Šternberka a Jeronýma Šlika. Zásluhou poručníků (především Albrechta z Gutštejna) byly obnoveny narušené rodinné vztahy a Anna z Rogendorfu se mohla vrátit do Českého Krumlova, kde se mohla ujmout péče o své děti, které se vrátily z Jindřichova Hradce. Vilém zatím dále zůstával na škole v Pasově. Poručníci se mezitím svědomitě starali o rozmnožení rožmberského majetku. Postupně přikoupili panství Lhenice, městečko Planá nad Lužnicí s několika vesnicemi v okolí Tábora, panství Želeč, Drslavice a snad ještě za jejich správy byla dohodnuta i koupě panství Vimperk od Jáchyma z Hradce. Poručníci se snažili dbát i o to, aby Vilém při studiích v německém prostředí nezapomněl češtinu.
| „                                                    | ...abyste česky nezapomenuli, nebo Vám jakožto tomu, kterýž v zemi české své zboží a panství má, potřebí a bez toho jazyku nelze býti může. Protož Vám teď i knížky, kteréž jsem sám skládal a tisknouti dal, posílám; kteréžto pro mne schovejte, a v nich čtouce předně sobě jazyk český u paměti a v nezapomenutí přivozujte… | “ |
| — z dopisu Albrechta z Gutnštejna Vilému z Rožmberka | |   |

Již během svých studií v Pasově si Vilém z Rožmberka zvolil heslo Festina lente (spěchej pomalu), které pak užíval celý život.

### Rožmberský vladař

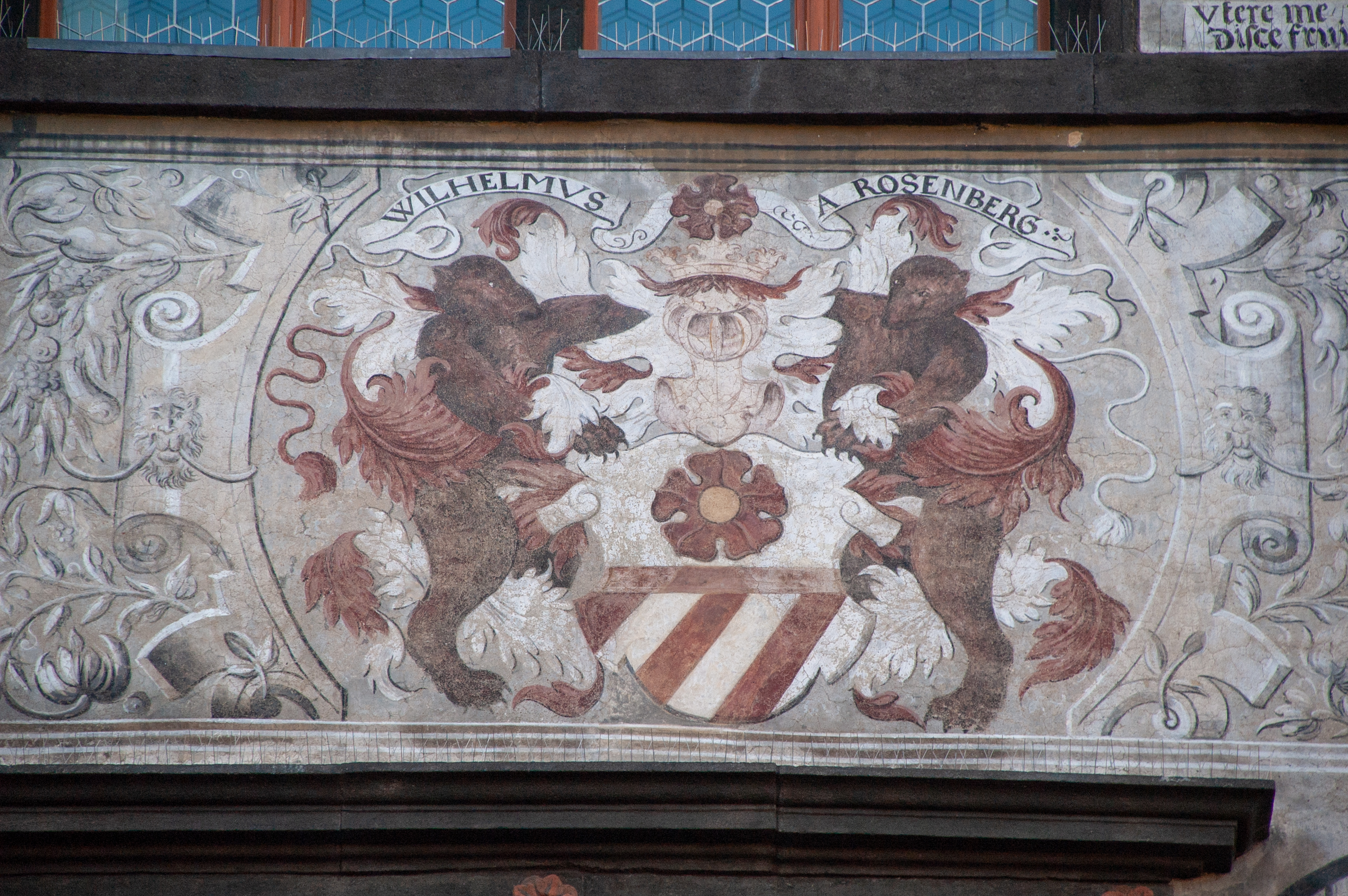
Znak Viléma z Rožmberka na Staré radnici v Prachaticích

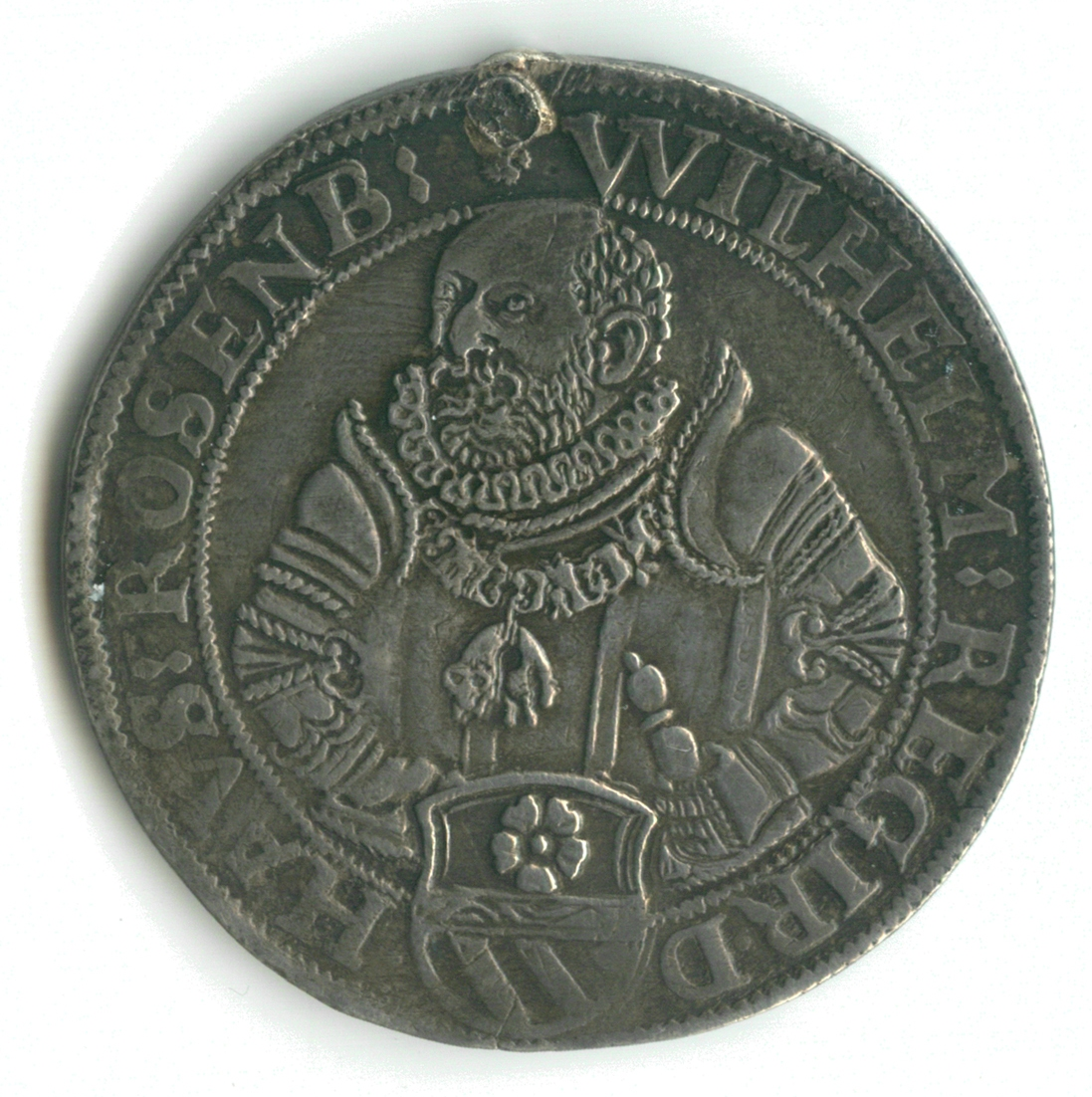
Lícová strana tolaru Viléma z Rožmberka raženého v rožmberské mincovně v Rychlebech (polský Złoty Stok) roku 1587

Po ukončení vzdělání v Pasově Vilém na jaře 1551 procestoval s asi desetičlenným doprovodem pod vedením hofmistra Mikuláše Stolinského z Kopist jižní Německo, Rakousko a Moravu, kde s pomocí svých příbuzných a přátel navazoval kontakty s představiteli habsburského dvora, stavovskými předáky a příslušníky významných šlechtických rodů. Po této nezbytné přípravě byl Vilém Ferdinandem I. předčasně zplnoletněn a získal list, který jeho poručníkům ukládal, aby mu o svátku svatého Jiří (tehdy 23. dubna) předali jako právoplatnému dědici jeho majetek.
| „                                                                                                | Urození věrní naši milí! Oznamujem Vám, že jsme od urozenýho Viléma z Rožmberka i na místě bratra jeho mladšího, věrnýho našeho milýho, více nežli jednou prošeni. Poněvadž urozený Albrecht z Gutštejna z tohoto světa jest povolán, kterýž spolu s vámi jedním poručníkem zřízeným a zmocněným týchž sirotků z Rožmberka byl, a urozený Jeroným Šlik z Holejče, hrabě z Pasounu etc., věrný náš milý, také na zdraví svém nedostatek trpí, pro kterýž tak bedlivě jako prve k spravování dohlídati a podle poručenství toho statku opatrovati nemůže, a zvláště znajíc, že jmenovaný Vilém z Rožmberka léta svá dospělá jmá, bude moci sobě i mladšímu bratru k dobrému hospodařiti a spravovati. Kdež nemohouce my to sirotku k lepšímu dobře učiniti, vám poroučíme přikazujíc, abyšte nadepsanému Vilémovi z Rožmberka i na místě jeho mladšího bratra, všeho statku, podle poručenství po otci jejich spravedlivě náležitého a příslušejícího na den sv. Jiří aneb nazejtří postoupili a toho se nikterakž nezabraňovali ani odpírali, jsouce povinni tak učiniti. A on, pokudž zřízením Království českého jest vyměřeno, sám od sebe i na místě bratra svýho při dskách zemských z práce a z dobrého spravování i opatrování statku vám poděkování, jakž jest toho obyčej, učiniti má. I znajíce jistú vůli naši býti, tak se zachovejte, jináče nečiníce. | “ |
| — Ferdinand I. poručníkům Viléma z Rožmberka Jeronýmu Šlikovi a Oldřichu Holickému ze Šternberka | |   |

Z vážných důvodů se Vilémovo převzetí zděděného majetku nakonec mírně oddálilo, ale 12. května 1551 byl Vilém jako nový rožmberský vladař slavnostně nastolen. Majetku, který zdědil, se žádný jiný šlechtický majetek nevyrovnal. Na jeho statcích žilo podle odhadu asi 12 000 osedlých, což bylo asi 9 % obyvatel tehdejších Čech. Brzy poté čekala na šestnáctiletého Viléma první významná zahraniční cesta, když byl členem výpravy české šlechty do Itálie, která měla doprovodit budoucího českého krále arciknížete Maxmiliána a jeho manželku Marii při návratu ze Španělska. Vilém se sice na cestu vydat zdráhal, ale po naléhání arciknížete Ferdinanda nakonec svolil. Vilémův doprovod na této cestě čítal více než 20 osob. Původní účel výpravy, uvítání mladé české královny Marie, se brzy stal jen drobnou epizodou ve více než půl roku trvajícím pobytu příslušníků české šlechty v renesanční Itálii.
| „                         | Sám Vilím Rožmberský v tom městě (Genui) přes dvadceti tisíc korun zlata utratil a mnozí páni do posledního haléře se z peněz vydali. | “ |
| — Jan František Beckovský | |   |

Několikaměsíční pobyt v Itálii podnítil ve Vilémovi hlubší zájem o životní styl italské aristokracie a také touhu po jeho následování. Kromě konkrétních představ o usměrnění vlastního mecenátu se význam cesty projevil i v upevnění vztahu k renesanční architektuře a umění, což se projevilo na Vilémově následné stavební činnosti. V 60. letech 16. století zahájil Vilém velkolepou přestavbu, která změnila gotický krumlovský hrad v honosnou renesanční residenci.
| „               | A zvláštní libost jměl v stavění. Pročež hrad Krumlov starý, nepořádný, úzký, tmavý a neveselý, takměř ve všech místech rozšířil, přeformoval, v způsob veselý a prostranný vystavěti dal, takže kromě věže staré podobenství starého nezůstalo. | “ |
| — Václav Březan | |   |

Zatímco na počátku stavbu vedl Antonín Ericer „Vlach“, od 70. let převzal vedení architekt Baltazar Maggi z Arogna. Přestavba postupně zasáhla všechny části zámku. V horním zámku se soustředily reprezentační a obytné místnosti, zatímco v dolním zámku byly postaveny nové správní objekty. Došlo také k přestavbě okrouhlé zámecké věže. Pokračovala výstavba Rožmberského paláce na pražském hradě pod vedením Hanse Vlacha, kdy byl v letech 1545–1560 postaven patrový čtyřkřídlý palác kolem arkádového dvora.

### Spor ovedení stavovské obce

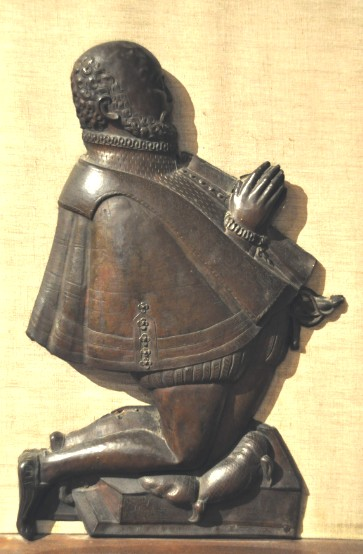
Klečící Vilém z Rožmberka ze sbírek Vyšebrodského kláštera

V polovině 16. století se rozhořel spor o vedení české stavovské obce a Vilém z Rožmberka byl jedním z jeho hlavních účastníků. Počátky sporu je potřeba hledat v roce 1548, kdy Jindřichu IV. z Plavna římskoněmecký císař Karel V. udělil knížecí titul. Jindřich si obratem nechal titul potvrdit i u českého krále Ferdinanda I. a dokonce se mu podařilo do nově revidovaného zemského zřízení vtělit výsadu o přednosti knížat před všemi ostatními členy panského stavu. To zpochybnilo dosavadní hierarchii, kde již tradičně zaujímali první místo mezi pány rožmberští vladařové.

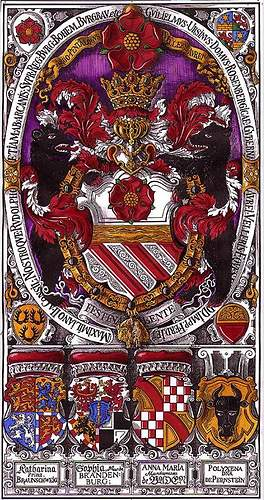
Znak Viléma z Rožmberka

Vilém se do sporu mohl zapojit teprve po svém návratu z Itálie, kdy začal se systematickým budováním vlastního postavení v Čechách. První příznaky budoucího konfliktu se objevily na jaře 1552, kdy král Ferdinand I. vyzval Viléma z Rožmberka, aby zasedl do zemského soudu. Problémem však bylo, že podle nového zemského zřízení by Vilém měl v soudu zasedat až za knížaty z Plavna, což bylo pro něj nepřijatelné a za těchto podmínek vstup do soudu odmítl. Zároveň se na králi začal domáhat navrácení výsadního postavení, které v zemském soudu kdysi rožmberským vladařům náleželo. To se v podstatě rovnalo vyhlášení války nejvyššímu kancléři Jindřichovi IV. z Plavna. Přes svůj nesporný vliv si toto Vilém mohl dovolit jen díky vhodné situaci v Říši, a také díky tomu, že se mu dostalo podpory od řady významných českých šlechticů.
Vzhledem k závažnosti sporu král nepodpořil žádnou ze znepřátelených stran a zaujal výhodné stanovisko nadřazeného oběma stranám. Ve svém rozhodnutí se také nechtěl nijak unáhlit. Jmenoval proto šestičlennou smírčí komisi, která měla najít řešení sporu. Komise však brzy narazila na limity svého jednání a řešení sporu se musel ujmout sám panovník. Ani on však nemohl zabránit tomu, aby se napětí nepřeneslo do jednání zemského sněmu a negativně neovlivňovalo královy záměry. Panovník si od obou stran vyžádal alespoň slib, že spor dále nevyhrotí a jeho řešení odložil na doby, kdy k tomu budou příhodnější vnitropolitické i zahraniční podmínky.
V této situaci se rožmberský tábor rozhodl vsadit na „náboženskou kartu“. Za pomoci nového kancléře Jáchyma z Hradce byly rozvinuty akce, které zdůrazňovaly přípustnost pouze dvou legálních náboženství (katolictví a kališnictví). K soudu tak byli obesláni šlechtici, kteří na svých panstvích podporovali luteránské duchovní. Přední místo mezi nimi zaujímala knížata z Plavna a někteří jejich spojenci. Za těchto okolností se někteří katoličtí představitelé plavenského tábora (např. nejvyšší purkrabí Jan ml. Popel z Lobkovic) nechtěli dále kompromitovat těsnými svazky s luteránskými knížaty z Plavna. V rámci změny situace byl dohodnut i sňatek mezi Jan ml. Popelem z Lobkovic a Vilémovou sestrou Bohunkou.
Panovník se k řešení sporu konečně dostal až na generálním sněmu zahájeném v dubnu 1556. Do té doby došlo i díky rozsáhlému Vilémovu diplomatickému úsilí k výraznému posunu veřejného mínění a většina české i rakouské šlechty podporovala rožmberského vladaře. Při jednání bylo oběma stranami předloženo mnoho písemností, které měly podpořit stanoviska jednotlivých stran. Ke slovu tak přišly mimo jiné i falešné listiny vytvořené Vilémovým prapradědem Oldřichem II. z Rožmberka.
Výsledkem sporu byl královský nález z 15. května 1556. Rožmberskému vladaři bylo navráceno přednostní postavení v zemském soudu, knížatům z Plavna zůstala přednost v zemském sněmu a královské radě. Panovníkovo stanovisko bylo vedeno snahou, aby „žádné straně ublíženo nebylo“. Přestože spor skončil nakonec kompromisem, vzhledem k výchozímu stavu znamenal pro Viléma z Rožmberka velký úspěch. Změněná situace vedla k tomu, že se Vilémovi otevřela cesta k nejvyšším zemským úřadům a v roce 1560 byl po smrti Adama ze Šternberka jmenován nejvyšším komorníkem. Přijetí tohoto úřadu Vilém velmi zvažoval, protože byl až na čtvrtém místě co se týče významnosti jednotlivých zemských úřadů, a obával se, aby jeho přijetím neutrpěla rodová prestiž. Po roce 1556 začal Vilém používat nový erb, v němž byla původní rožmberská červená růže umístěna v horní polovině štítu a v dolní polovině byly orsiniovské šikmé pruhy. Obě poloviny byly odděleny zlatým břevnem s vlnícím se hadem. Nový erb měl zdůraznit (domnělé) italské kořeny rožmberského rodu.

### První a druhý sňatek
Brzy poté, co Vilém uspěl v konfliktu s pány z Plavna, začal plánovat sňatek. Během svých studií navázal blízký vztah s brunšvickým vévodou Erichem II. a jeho nejmladší sestra Kateřina se měla stát Vilémovou vyvolenou. Určitou komplikaci představovalo jejich rozdílné náboženské vyznání. Zatímco Vilém patřil k umírněným katolíkům, Kateřina byla luteránka. Případná jazyková bariéra nehrála žádnou roli, protože Vilém uměl velmi dobře německy i latinsky. Poprvé se navzájem setkali v únoru 1557, kdy Vilém dorazil do Mündenu na zásnuby. Spolu s ním dorazil i početný doprovod šlechtických přátel, dvořanů a služebníků, který čítal téměř padesát osob. Po dojednání potřebných náležitostí proběhla v Mündenu 28. února 1557 svatba.
Brzy po svatbě Kateřina onemocněla a přes pobyt v již tehdy vyhlášených lázních Karlovy Vary 10. května 1559 zemřela. Přestože podle některých informací se tak mělo stát při předčasném porodu, je otázkou, zda v tomto případě nebylo spíše přání otcem myšlenky. Potřeba zajistit pokračování rožmberského rodu vedla Viléma k tomu, aby poté, co se vzpamatoval z této ztráty, začal hledat novou nevěstu. Už na jaře roku 1560 začala první jednání a po více než roce 7. srpna 1561 uzavřel svatební smlouvu s braniborským kurfiřtem Jáchymem II. Hectorem. Novomanželkou se měla stát Žofie, nejmladší dcera z jeho druhého manželství s Hedvikou Jagellonskou. Svatební smlouva obsahovala podobné podmínky jako v případě prvního sňatku. Navíc se v ní Žofie vzdala nároků na vládu v Braniborském markrabství. Svůj nesouhlas s Rožmberkovým opětovným sňatkem s luteránkou vyjádřil český král Ferdinand I. tím, že nedovolil většině představitelů předních českých šlechtických rodů účast na svatbě, která proběhla 14. prosince 1561 v Berlíně.
| „                                                                                | Ač mi pán (Vilém z Rožmberka) píše tak hrubě (naléhavě) a velmi prosíc, a i žalostivě tím dokládajíc, jak jest od přátel svejch opuštěn, abych k tomu času... se vypravil a tam jel; ale nikderakž sem od Jeho Milosti Císařské vyprositi nemohl... A tak sem já, ač nerad, zde v Praze zuostati musel. | “ |
| — Nejvyšší purkrabí Jan ml. Popel z Lobkovic v dopise Jindřichu st. ze Švamberka | |   |

Vilémovo privilegované postavení v rámci české stavovské obce ukazuje i to, že v roce 1562 při korunovaci Maxmiliána II. v Praze byl pověřen tím, aby při obřadu nesl královskou korunu, přestože tehdy nezastával žádný z nejvyšších zemských úřadů. V létě roku 1564 postihla Viléma rodinná tragédie, když 27. června zemřela po ani ne tříletém manželství jeho druhá manželka Žofie. Po její smrti propadl těžké depresi. O její hloubce snad svědčí i to, že příštích čtrnáct let zůstal vdovcem, přestože tím stále zmenšoval naději na legitimního potomka a dědice. Smutek ovlivnil i domluvený sňatek Vilémovy sestry Evy s chorvatským šlechticem Mikulášem Zrinským.
Brzy poté, na základě dohody ze dne 14. září 1565, postoupil Vilém tři svá panství svému mladšímu bratrovi Petru Vokovi, aby se mohl osamostatnit. Jednalo se o hrad Choustník s městem Soběslaví, tvrz Želeč a panství Vimperk. I přes oddělení zůstávala zmíněná panství součástí rožmberského dominia a v otázkách náboženské správy, ale i jejich případného prodeje zůstalo Vilémovi rozhodující slovo. Zároveň se ale Vilém zavázal odvádět daně i z postoupených panství.

### Tažení do Uher
V polovině 60. let 16. století postupně rostlo napětí na osmansko-uherské hranici. Už od konce roku 1565 přicházely odtud poplašné zprávy, které na rok 1566 předvídaly velký turecký útok. Při přípravě na něj se Maxmiliánovi II. podařilo získat neobvykle štědrou podporu papeže, španělského krále Filipa II. a říšských knížat. Také v Čechách se k tažení do Uher připravovala zemská hotovost, jejíž většina však z důvodu liknavosti zůstala doma a byla určena k obraně země při nepřátelskému vpádu. Výpravy do Uher se tak zúčastnili především šlechtici se svým doprovodem a pluk zákopníků. Velitelem (nejvyšším polním hejtmanem) českého vojska se stal Vilém z Rožmberka. Sám Vilém táhl do pole v čele vlastního třítisícového kontingentu.

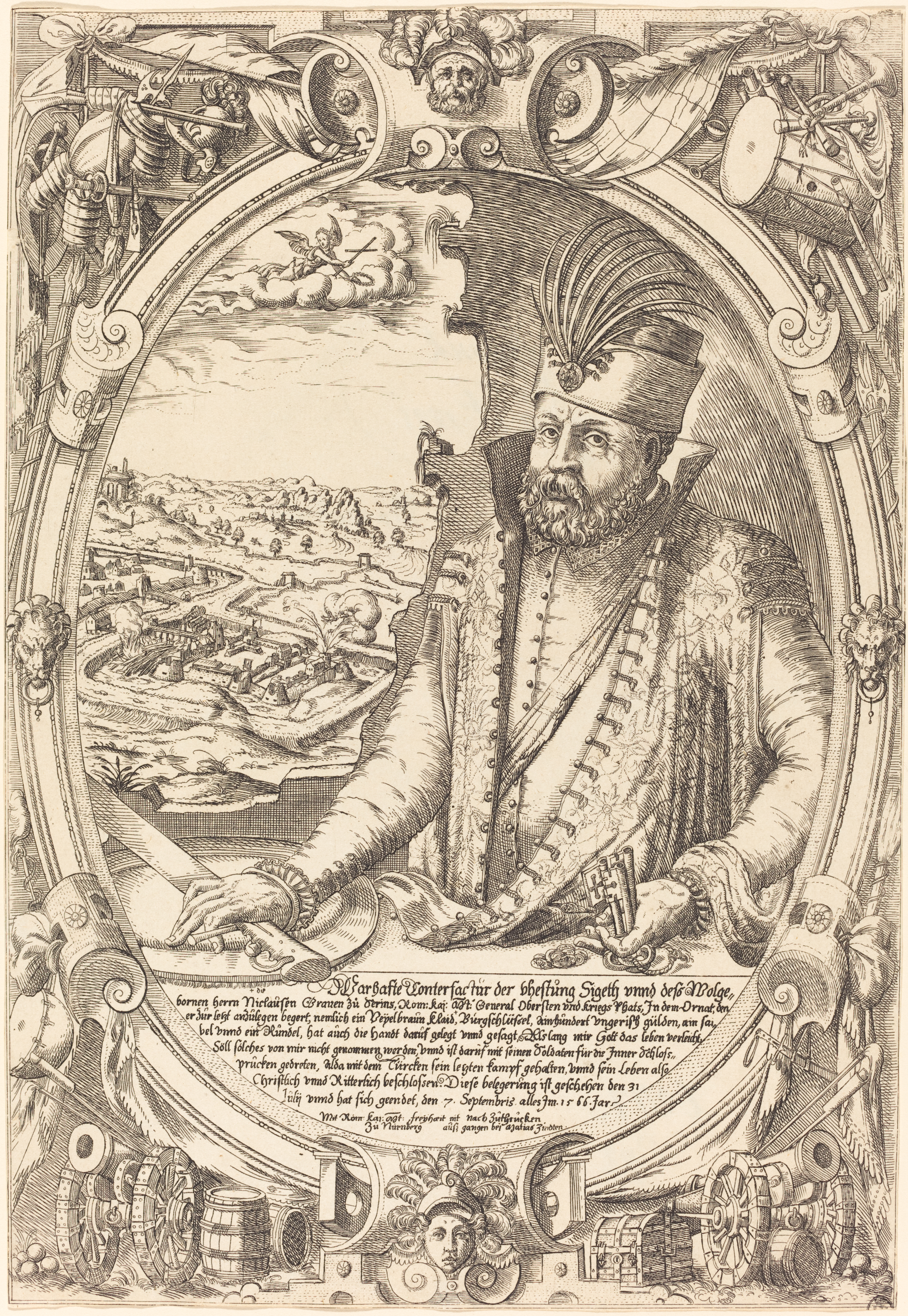
Hrdiný obránce Szigetváru a Vilémův švagr Mikuláš Zrinský

Turecké vojsko vedené sultánem Sulejmanem I. mezitím vyrazilo k uherské hranici. V odhadu jeho velikosti se historikové dodnes nemohou shodnout (odhaduje se 60 000–300 000 vojáků), rozhodně ale významně převyšovalo síly Maxmiliána II. a jeho spojenců. Pohraniční pevnost Szigetvár a jejich 2500 obránců v čele s Vilémovým švagrem Mikulášem Zrinským neměla představovat větší překážku. Více než měsíc se však především zásluhou Mikulášovy odvahy a hrdinství dařilo odrážet všechny útoky tureckých obléhatelů. Turecké ztráty během obléhání dosáhly 25 000 vojáků. Naděje na pomoc padly poté, co se císař Maxmilián neodhodlal se svým vojskem ani k tažení na pomoc Szigetváru, ani k útoku na tureckou Ostřihom, který by Szigetváru mohl odlehčit, ale nechal jej nečinně zahálet v ležení u Győru. Po takřka úplném zničení pevnosti se Mikuláš Zrinský spolu se zbývajícími obránci vrhl do posledního sebevražedného útoku, při kterém zahynul. O dva dny dříve zemřel i turecký sultán Sulejmán. Ani této příznivé okolnosti, která vedla k okamžitému stažení turecké armády, nedokázalo habsburské vojsko využít.
| „                                             | Zde darmo ležíme a nic nečiníme, a na jinejch místech zatím sme nemálo dobrejch lidí a země ztratili... Švagra svýho, hraběte ze Serynu, také sem ztratil, kterýž ač jest se poctivě choval a svejm budoucím poctivou památku zanechal, však přátelům a manželce svej velmi brzo jest zahynul. | “ |
| — Vilém z Rožmberka v dopise Václavu Albínovi | |   |

Pobyt v ležení u Györu a také důsledky Maxmiliánovy vojenské neschopnosti a nerozhodnosti vedly ke ztrátě autority nového panovníka. Na poučení z jeho slabosti při střetu se silným soupeřem postavil Vilém v budoucnu i své vlastní domácí i zahraniční politické záměry.
Přes svou katolickou víru neváhal někdy nadřadit rodový prospěch před náboženstvím. V letech 1564 a 1566 tak využil problémů, do kterých se dostaly augustiniánské konventy v Třeboni a Borovanech, dosáhl jejich zrušení a jejich majetky připojil k rožmberskému dominiu. Už dříve přitom soustředil ve svých rukou většinu příjmů cisterciáckého kláštera ve Zlaté Koruně.
Když 12. dubna 1570 zemřel nejvyšší purkrabí pražský Jan ml. Popel z Lobkovic, byl jeho nástupcem jmenován Vilém z Rožmberka. Rožmberský vliv v této době výrazně přesahoval hranice českých zemí a v roce 1574 dokázal dokonce zajistit u římské kurie, aby se olomouckým biskupem stal jeho dvořan Tomáš Albín.

### Kandidatura na polský trůn
Počátky úvah o Vilémově kandidatuře na polský trůn spadají do doby jeho působení v čele habsburské diplomatické mise, která měla připravit kandidaturu císařova syna arcivévody Arnošta na polský trůn. Po úmrtí polského krále Zikmunda II. Augusta 7. července 1572 byl Vilém spolu s Vratislavem z Pernštejna určen za vůdce slavnostního poselstva, které mělo přesvědčit polský volební sněm o výhodách habsburské kandidatury.
| „                                                        | Oba znají jazyk a jsou to nejpřednější a katolictví nejoddanější osoby v Čechách. | “ |
| — Maxmilián II. papežskému nunciovi Giovannimu Delfinovi |                                                                                   |   |

Poselstvo vyrazilo z Třeboně 17. srpna 1572 a údajně čítalo 80 kočárů a přes 400 mužů. Samotného Viléma doprovázel dvůr čítající kolem 50 pánů a rytířů. Aby pro něj i v zahraničí byl zajištěn dostatečný komfort stolování, doprovázel výpravu i vůz vezoucí asi 200 kusů stříbrného nádobí. Přes výsledný neúspěch mise, králem byl nakonec zvolen francouzský princ Jindřich z Valois, získal si Vilém během jejího trvání určité sympatie a dobré jméno. Mezi jeho příznivce patřili především představitelé polské protestantské šlechty Stanislav Szafraniec a Stanisław Górka.

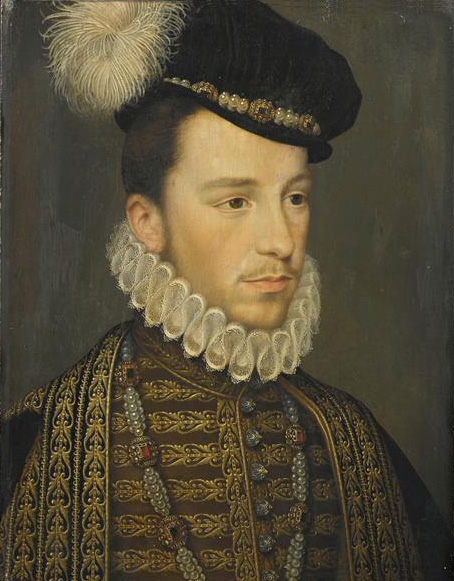
Jindřich z Valois, polský král v letech 1573–1574

Skupina Vilémových podporovatelů uvažovala i o možnosti podpořit jeho kandidaturu sňatkem s Annou, sestrou zemřelého polského krále Zikmunda Augusta. Sám Rožmberk se k vysloveným nabídkám (i vzhledem k delikátní situaci v jaké se jako představitel habsburské mise nacházel) stavěl spíše chladně a málo aktivně. Sám si příliš dobře uvědomoval, že přes určitou podporu nemá (podobně jako Habsburkové) příliš vyhlídek na úspěch, když nemohl čelit velkorysým (a často nereálným) slibům francouzského vyslance Jeana de Monluc. V porovnání s ním vyzněl Vilémův projev na podporu habsburské kandidatury poněkud nevýrazně.
| „                                                | Pán z Rožmberka, muž moudrý a velmi výmluvný ve dvou jazycích, ...posluchače neuspokojil, neboť mluvil příliš potichu. A poněvadž je to člověk mírný a skromný, chyběly mu důraz a prudkost, jež dokáží posluchače patřičně dojmout. | “ |
| — Jean Choisnin, sekretář francouzského vyslance | |   |

Na sněmu tak byl 11. května 1573 prohlášen polským králem Jindřich z Valois. Po skončení své polské mise vystavil Vilém z Rožmberka císaři Maxmiliánovi účet za ni v celkové výši 38 622 zlatých. A to ještě podle svědectví Václava Březana nebyly do této částky započteny všechny náklady, které ve spojitosti s habsburskou kandidaturou musel Vilém uhradit.
Brzy po volbě nastalo oboustranné vystřízlivění, když polská šlechta požadovala splnění nerealistických předvolebních slibů, které Jindřich nemohl a ani nechtěl splnit. Po smrti svého bratra francouzského krále Karla IX. se Jindřich stal jeho nástupcem. Představa vlády ve Francii jej lákala mnohem více, a proto již v červnu 1574 tajně utekl z Krakova vydal se na cestu do Paříže.
Uvolněný polský trůn tak bylo potřeba znovu obsadit. Mezi kandidáty se tentokrát objevili císař Maxmilián II., jeho syn Arnošt, bratr Ferdinand Tyrolský, švédský král Jan III. Vasa, sedmihradský vévoda Štěpán Báthory a další. Předchozí špatná zkušenost s cizím panovníkem však posílila volání po domácím panovníkovi – tzv. „Piastovi“. Postupem času se nejvážnějším domácím kandidátem stal Vilém z Rožmberka. Část polské šlechty spatřovala v Rožmberkovi záruku svých získaných politických svobod. Mezi důvody pro jeho volbu se objevovala i nerealistická vyhlídka na to, že Vilém jednou uskuteční spojení polského a českého království. Roli hrálo i jeho značné bohatství, se kterým jeho příznivci spojovali výraznou finanční pomoc a sanaci majetků státních i soukromých. Peníze měly také vliv na udržení dosavadních stoupenců a získaní nových během předvolební agitace.

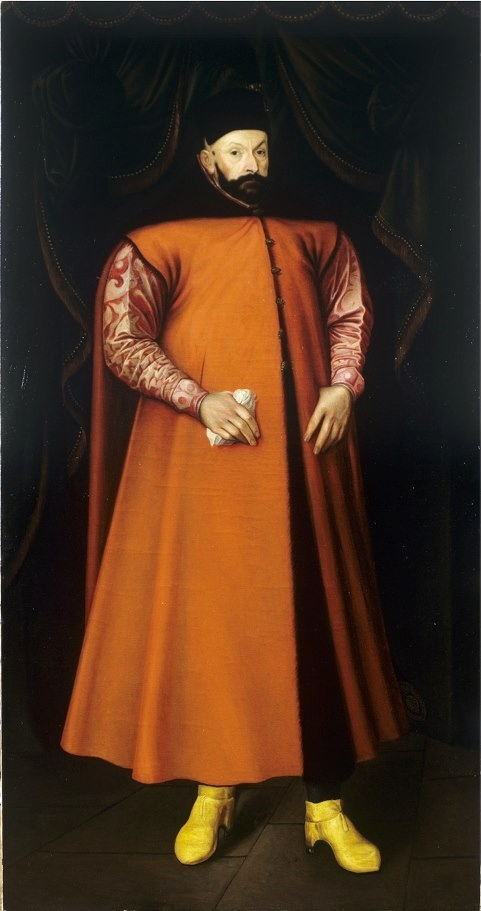
Štěpán Báthory, polský král v letech 1576–1586

Největší nebezpečí pro Viléma z Rožmberka vyplývalo z toho, že se stal sokem svého krále. Na rozdíl od roku 1573 sice nebyl v Maxmiliánových diplomatických službách, ale přesto mohlo být protivení se panovníkovým zájmům v zahraničí chápáno jako velezrada a urážka majestátu. Podle zemského práva byl takový zločin trestán ztrátou hrdla, cti i majetku. I z důvodu tohoto rizika si Vilém musel počínat velmi opatrně. Veškerá jednání s Polskem vedl prostřednictvím prověřených důvěrníků Jana Netolického a Zdeňka Kavky a speciálně pro tento účel používal soustavu šifer.
S postupujícím časem se stávalo stále zřejmějším, že Rožmberkova kandidatura může být úspěšná jen v případě císařova souhlasu s ní. Vilém k tomu chtěl využít situace, kdy habsburská strana v Polsku přes veškeré úsilí zůstávala slabá a naopak v nezanedbatelné části polské šlechty vyvolávali Habsburkové pocity nenávisti pro svou pověst utlačovatelů politických a náboženských svobod. Šlo mu o to přesvědčit Maxmiliána, že není velké naděje na habsburský úspěch, a že je v jeho zájmu podpořit volbu jemu věrného velmože. Vilém chtěl pro vlastní podporu využít i jednání českého sněmu, který řešil přijetí Rudolfa II. za českého krále. Přes Vilémovu snahu o protahování sněmu byl Rudolf nakonec přijat za krále a slavnostně korunován. To však zároveň oslabilo Vilémovy šance na zvolení polským králem.
Na počátku polského volebního sněmu v listopadu 1575 se pro volbu Viléma z Rožmberka polským králem vyslovili např. žarnovský kastelán J. Siemiński, Petr Zborowski, krakovský podkomoří Stanislav Cikowski, Stanislav Szafraniec, Jan Zborowski a mnozí další. Přesto se Vilémovi příznivci nakonec ve snaze zabránit volbě Habsburka přiklonili k volbě Štěpána Báthoryho, který se slíbil oženit s Annou Jagellonskou, a který jako turecký vazal sliboval zajištění bezpečnosti Polska ze strany Osmanské říše. Báthory také jako už dříve Jindřich z Valois slíbil Polákům bez rozpaků vše, co po něm žádali a své sliby podporoval i četnými úplatky. Situaci dále zkomplikoval i fakt, že 12. prosince 1575 za účasti hierarchie a velmožů prohlásil senát ústy primase Uchańského polským králem Maxmiliána II. V reakci na tuto volbu šlechta za účasti některých senátorů zvolila za dědičku polského království Annu Jagellonskou, která se měla provdat za Štěpána Báthoryho. Šlechta, která jej vyvolila za polského krále, nebyla sama svou volbou nadšena, protože z nacionálního hlediska jí mnohem více vyhovoval Vilém z Rožmberka, ale protihabsburské stanovisko většiny šlechty a také obtíže spojené s Rožmberkovou volbou nakonec vedly ke zvolení Báthoryho.

### Spor očeskou konfesi
Střetávání habsburského centralismu se stavovským dualismem vedlo v druhé polovině 16. století ke zvyšování napětí v českých zemích. Náboženské otázky hrály při těchto sporech až druhotnou roli, jejich vliv byl přesto nezanedbatelný. K otevřené konfrontaci došlo na sněmu v roce 1575, který se zapsal do českých dějin jako nejvýznamnější sněm 2. poloviny 16. století.
Protestantská šlechtická opozice tvořená především novoutrakvisty a českými bratry se pokusila shodnout na jednotném věroučném programu, který by předložila císaři ke schválení. Výsledkem jejich jednání se stala v květnu 1575 Česká konfese. Jednalo se o kompromis různých náboženských směrů, které převládaly mezi českými nekatolíky. Záměrně volená co nejobecnější stylizace propůjčovala konfesi širší dosah a trvalejší platnost. Ve chvíli, kdy maximalistický program novoutrakvistické části stavů nabyl konkrétní podoby a jakmile se ukázalo, jaké by byly mocenské důsledky jeho prosazení, vedl k rychlému rozdělení stavovské obce. Proti novoutrakvistům se postavili společně katolíci se staroutrakvisty. Křehkou jednotu novoutrakvistické a bratrské šlechty se podařilo narušit, když představitelé Jednoty bratrské předali císaři pouhé čtyři dny po předložení České konfese vlastní bratrskou konfesi.
Císař Maxmilián II. využil rozporů v protestantském táboře a 22. srpna 1575 konfesi výslovně odmítl. Uvědomoval si však, že bude muset nalézt přijatelné východisko i pro nekatolické stavy, a proto při audienci 2. září slíbil deseti představitelům novoutrakvismu, že zachová nekatolické šlechtě náboženskou volnost. Sněmovní jednání tak nepřinesla uspokojivé řešení dosavadní nábožensko-politické situace a jen do budoucna odložila nevyhnutelný střet.
| „                                                       | Milý [Viléme] z Rožmberka! Porozuměv já, kterak stavové Království českého v příčině sukcesí a korunování osoby mé snesli se a srovnali, nechtěl jsem pominouti vám toho napsati, poněvadž dobře vím, kterak se vší věrností a pilností v tom k mému dobrému jste se tu věc k místu přivésti snažili. Ráčím s poděkováním vám to milostivě vzpomínati, tím vás ujišťuje, že to u mě v žádné zapomenutí nepřijde, nýbrž ve vší příležitosti k vám tak se prokazovati chci, že mne nevděčného nenaleznete. A s tím žádám se vám dobře a šťastně jmíti. | “ |
| — Rudolf II. v dopise z 7. září 1575 Vilému z Rožmberka | |   |

Na závěr sněmovních jednání už opět jednotná stavovská obec pod Rožmberkovým vedením využila chystané změny na trůnu k prosazení některých svých požadavků. Následník trůnu se měl začít učit česky, měl sídlit v Praze a v době pobytu u svého otce se u něj měli neustále zdržovat dva čeští páni a dva rytíři jako jeho poradci v českých záležitostech. Jednání sněmu využil Vilém z Rožmberka také pro posílení postavení nejvyššího purkrabího. Vilémova podpora katolictví se na sněmu v roce 1575 propojila i s jeho vlastními zájmy, protože jakékoliv posílení vlivu evangelíků v Čechách by zpochybnilo jeho dosavadní vnitropolitickou činnost snažící se o udržení rozhodujícího vlivu rožmberského vladaře ve stavovské obci. Vnitropolitickou situaci se navíc Vilém neúspěšně pokusil využit ve své vysoké hře o polskou královskou korunu.
Rudolf II. byl korunován českým králem 22. září 1575. Ocenění Vilémových zásluh na pro Habsburky dobrém výsledku sněmu na sebe nenechalo dlouho čekat a už čtyři dny po Rudolfově korunovaci (26. září) získal jako odměnu od císaře do dědičného držení panství Roudnice nad Labem. Při samotné Rudolfově korunovaci Vilém z Rožmberka vykonal ty nejdůležitější úkony představující českou státnost: doprovázel Rudolfa do Svatováclavské kaple, nesl královskou korunu a přednášel český text korunovační přísahy, který po něm Rudolf opakoval.
| „ | ...přistoupil pán z Rožmberka, nejvyšší purkrabě pražský, k oltáři a obrátiv se k stavům, rozdílně po třikráte jich ptal se strany consensu (souhlasu) a povolení. Na to jsou všickni třikráte odpověděli: Jest, jest, jest. Tu pan arcibiskup (Antonín Brus z Mohelnice) opěty modlitbu říkal. A po učiněné modlitbě postavil Jeho Milosti Královské na hlavu nejvyšší pan komorník (Jan z Valdštejna) červenú karmazínovú čepičku a nejvyšší pan purkrabě pražský, pán z Rožmberka, s pomocí pana arcibiskupa ... postavili na hlavu královskú korunu. A po požehnání učiněném Te Deum laudamus (Tebe, Bože, chválíme) zpíváno od kůru i na varhany se hrálo. | “ |

### Třetí sňatek
Vědomí vlastní (ale i bratrovy) bezdětnosti vedlo k tomu, že se Vilém po čtrnáctiletém vdovství rozhodl uzavřít třetí sňatek. Vyvolenou se stala Anna Marie Bádenská, sestra vládnoucího bádenského markraběte Filipa II. Bádenského. Jako sirotek byla mladá markraběnka vychovávána na dvoře mnichovských Wittelsbachů. Na rozdíl od předchozích dvou manželek, byla jeho vyvolená katoličkou. Přesto se výběr manželky nesetkal s porozuměním většiny Habsburků, kteří se obávali zkomplikování mezinárodních vztahů středoevropské monarchie.

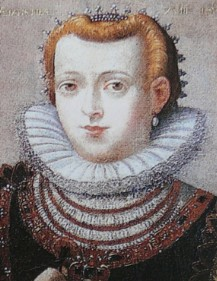
Anna Marie Bádenská – třetí manželka Viléma z Rožmberka

Viléma diplomaticky podpořil Ferdinand Tyrolský a sňatek se tak mohl uskutečnit. Dne 23. srpna 1577 byla uzavřena svatební smlouva. Nevěsta jako věno získala 10 000 zlatých tolarů a výbavu. Protože snoubenka byla sirotek, odehrála se svatba 27. ledna 1578 v Českém Krumlově a snoubence oddával pražský arcibiskup Antonín Brus z Mohelnice. Třetí sňatek Viléma z Rožmberka nalezl svůj ohlas i v soudobé literární produkci.
| „              | Když Kateřina a Žofie zemřely, nastal den smutku — zato šťastný je den, který Annu vám dal. Marie Anna vám přinese důstojnost věrnou svou láskou, s Marií Annou vás dnes manželstvím spojuje Bůh! Stále ať láska vám vzkvétá, též věrnost, potomstvo četné! Rakousy s bavorskou zemí, Bádensko s Růží se spoj! | “ |
| — Abrahám Böck | |   |

Třetí Vilémův sňatek, ale i předpokládané naplnění touhy po očekávaném dědici se projevilo v nové renesanční malířské výzdobě jedné z komnat českokrumlovského zámku, kterou provedl malíř Gabriel de Blonde. Ani z tohoto manželství se však Vilém nedočkal potomka. Jeho třetí žena zemřela v necelých 21 letech 25. dubna 1583 a byla pohřbena 3. května v nové hrobce v kostele sv. Víta v Českém Krumlově. Přestože mezi smrtí a pohřbem uplynula jen krátká doba, zúčastnil se pohřbu i její bratr s manželkou.

### Řád Zlatého rouna a čtvrtý sňatek

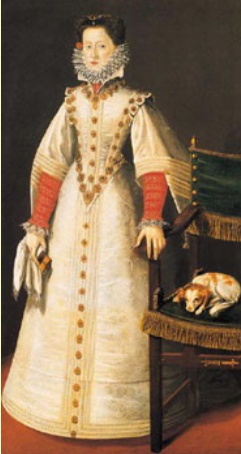
Polyxena z Pernštejna – čtvrtá manželka Viléma z Rožmberka

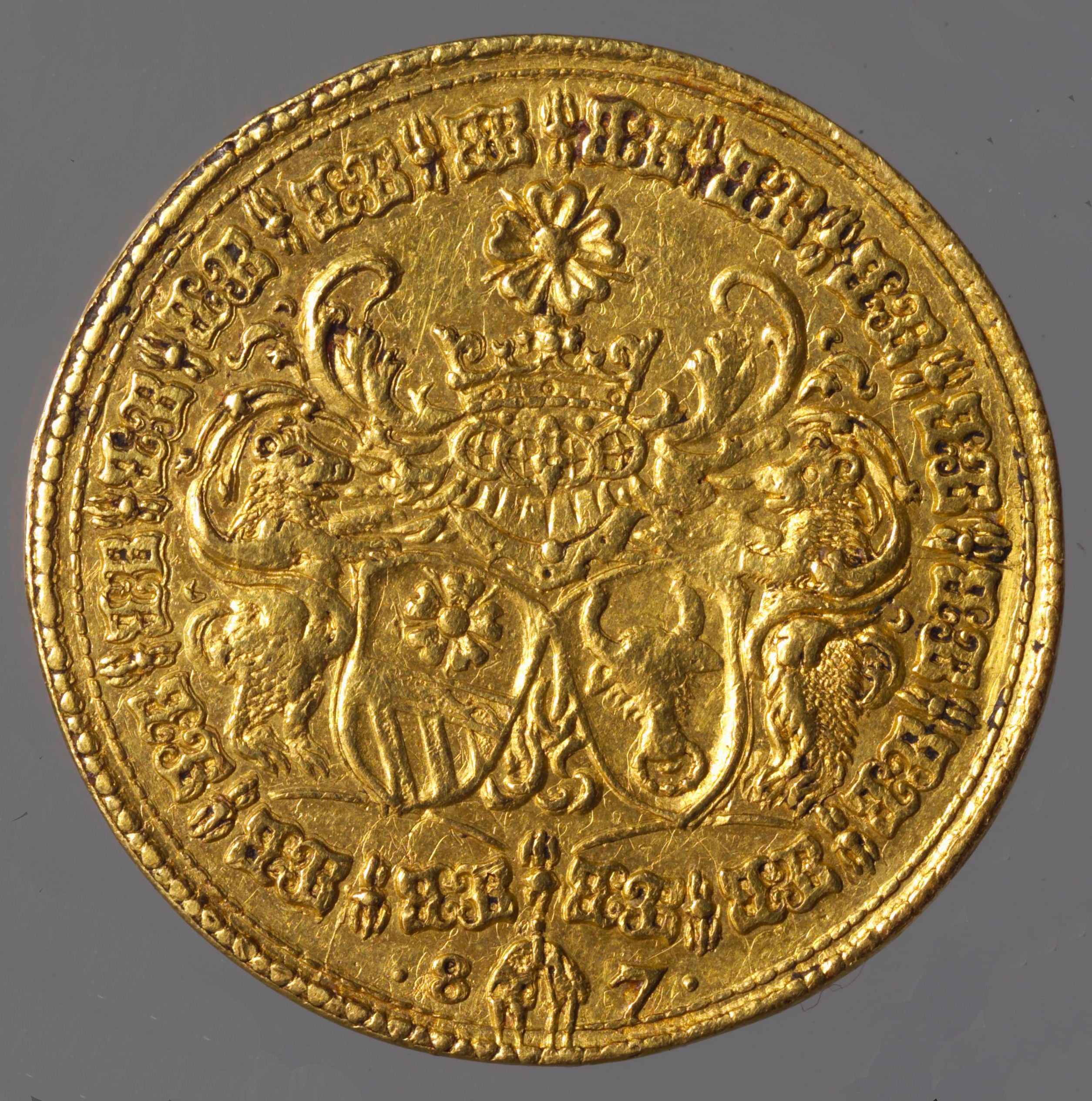
Revers svatební mince Viléma z Rožmberka a Polyxeny z Pernštejna

Během let Vilém postupně přecházel od velkorysé náboženské tolerance k jednostranné náboženské vyhraněnosti. Jejím projevem bylo i přijetí jezuitského odchovance Jindřicha Domináčka z Písnice (1555–1608), který v letech 1582–1587 zastával úřad rožmberského hejtmana. Ani tehdy se Vilém nestal fanatickým katolíkem a politickým zájmům dával přednost před náboženskou důsledností.
Zásluhy Viléma z Rožmberka ocenil španělský král Filip II. na konci roku 1584, kdy jej přijal do elitního padesátičlenného Řádu Zlatého rouna. Samotný promoční obřad se konal 2. června roku 1585 na Pražském hradě. Krále zastupoval arcikníže Ferdinand II. Tyrolský a na rytíře Zlatého rouna pasoval celkem pět mužů, včetně císaře Rudolfa II., arciknížat Karla a Arnošta a Linharta IV. z Harrachu. Slavnost s banketem zaznamenal pamětní spis s rytinami malíře Anthoni Beyse.
| „               | 2. junii Jeho milosti arcikníže Ferdinand oddal tovaryšstvo rouna zlatého císaři jeho milosti na místě krále hišpánskýho a potom týž den arciknížatům Karlovi a Arnoštovi. 3. junii, to jest v pondělí po neděli Cantate, oddáno tovaryšstvo od arciknížete Jeho Milosti i panu Vilémovi z Rožmberka a panu Linhartovi z Harrachu staršímu. Jindřich z Písnice, kancléř rožmberský, dle zalíbení pánu a oslavení toho skutku napsal drahně veršů latinských, nazvav je „Argo-Pentalogus velleris aurei“, a vytisknouti dal. Processus [průběh] též slavnosti ku poctivosti týmž dvěma pánům od poety Jakoba Vivaria i jiných velmi ozdobně vypsán. | “ |
| — Václav Březan | |   |

Stal se tak 256. rytířem řádu a po Vratislavu z Pernštejna (1555) a Jáchymovi z Hradce (1561) teprve třetím českým šlechticem, který obdržel tento prestižní řád.
V letech 1584–1585 založil Vilém z Rožmberka v Českém Krumlově jezuitskou kolej. Zavázal se při tom vybudovat na své náklady kromě koleje i školu a každoročně kromě vysokého deputátu v naturáliích odvádět jezuitům 1200 kop míšeňských grošů.
Dne 11. ledna 1587 se v katedrále svatého Víta Vilém z Rožmberka počtvrté oženil. Nevěstou byla Polyxena z Pernštejna, dcera Vratislava II. z Pernštejna a oddávajícím pražský arcibiskup Martin Medek z Mohelnice. Zahájení svatebního veselí se v Rožmberském paláci se mezi stovkami domácích i zahraničních hostů zúčastnil dokonce i císař Rudolf II. Hostina svou okázalostí připomínala královskou svatbu.
| „                       | A co když teprve řeknu, že manželky tohoto pána všechny — jak divná věc — příjmení mají od Be. Nejprve žila s ním paní, jež vzešla z mocného rodu brunšvických vévodů přec, vznešená byla to krev. Druhá se zrodila v knížecím domě, kde Branibor leží, otcem pak třetí se stal bádenský vévoda sám. Po čtvrté s ním nyní vstoupí co nevěsta v svatební lože z Bernštejnů vznešená dívka, Vratislavova dceř. | “ |
| — Nicodemus Trischlimus | |   |

Vilémova láska k mladé manželce byla vyjádřena i ve výzdobě letohrádku Kratochvíle. Samotný sňatek se stal okázalou demonstrací spojení dvou nejmocnějších katolických rodů v zemi.

### Poslední diplomatická mise
Když na konci roku 1586 zemřel polský král Štěpán Báthory, upadlo Polsko už po třetí během posledních patnácti let do období interregna (bezkráloví). O uvolněný trůn se ucházelo několik nápadníků. Habsburkové (arcivévodové Ferdinand, Matyáš, Arnošt a Maxmilián III.), švédský princ a následník Zikmund III. Vasa a ruský car Fjodor I.

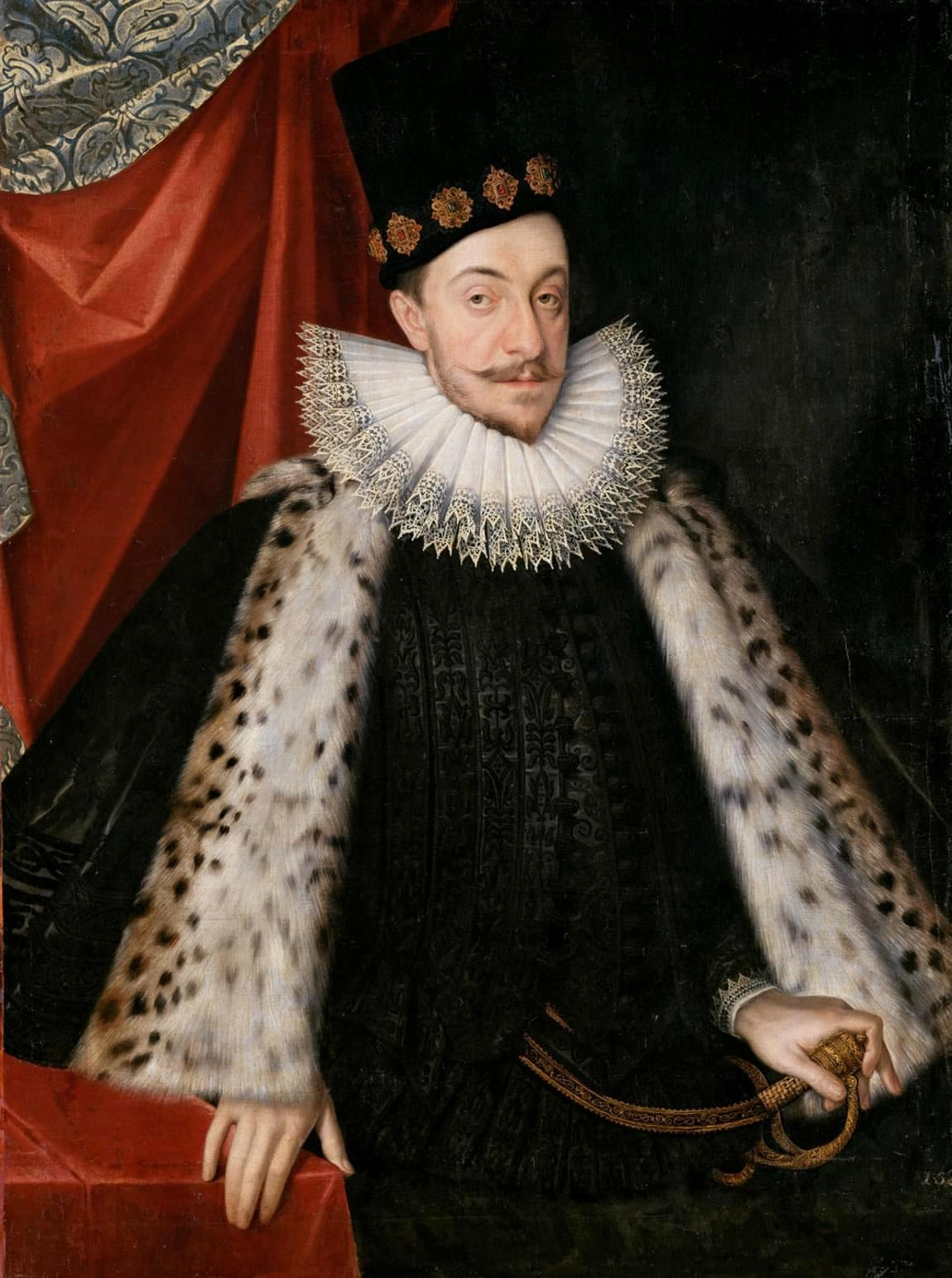
Polský král Zikmund III. Vasa

Zatímco většina polské šlechty vedené velkým korunním hejtmanem Janem Zámojským se v srpnu 1587 vyslovila pro švédského prince Zikmunda Vasu, menšina seskupená kolem rodu Zborowských si zvolila rakouského arciknížete Maxmiliána. Ten vsadil na rychlou vojenskou operaci a s malým vojskem vtrhl do Polska s úmyslem nechat se v Krakově korunovat. Útok se však nezdařil a Maxmiliánovo vojsko muselo ustoupit do Slezska, kde bylo 24. ledna 1588 v bitvě u Byčiny poraženo Janem Zámojským. Sám Maxmilián byl v bitvě zajat.
Porážka u Byčiny notně otřásla habsburskou prestiží. V dalších měsících zvažoval císař násilné řešení situace za použití vojsk všech habsburských zemí. Vilém z Rožmberka, který se od počátku stavěl k Maxmiliánově kandidatuře skepticky, se postavil proti použití českého vojska k dynastickým výbojům v zahraničí. Argumentoval tím, že čeští stavové jsou odedávna zavázáni pouze k vojenské ochraně zemí České koruny. Navíc by tím sami porušili česko–polskou smlouvu o přátelství a v případě vojenského neúspěchu by riskovali i případnou ztrátu Slezska ve prospěch Polska. V postoji k polské otázce se sjednotili členové zemské vlády i český sněm. Pod vedením Viléma z Rožmberka se tak česká stavovská obec stala činitelem prosazujícím mírové řešení konfliktu. K mírovému řešení se přiklonila i většina stavů vedlejších zemí Koruny české.
Pod tlakem okolností Rudolf II. sestavil komisi, která měla dohodnout mír s Polskem a do jejího čela jmenoval Viléma z Rožmberka. Ten se zdráhal toto pověření převzít a přijal jej teprve tehdy, kdy si vymohl dostatečně široký prostor k jednání. O osobní účast Rožmberka v českém poselstvu stál i polský hejtman Zamoyski, protože Vilém byl znám jako „velký přítel polské země“. Koncem prosince 1588 tak vyrazil v čele mírového poselstva do Polska. Při osobních jednáních mezi Vilémem z Rožmberka a Janem Zamoyským se oba státníci dohodli na zásadách będzinsko–bytomské smlouvy, která byla uzavřena 9. března 1589. Smlouvu stvrdil přísahou 10. července 1589 i Rudolf II. Náklady na celou diplomatickou misi přesáhly 6400 kop míšeňských grošů a neví se, zda byly císařem Vilémovi z Rožmberka uhrazeny. Ze své poslední diplomatické cesty se Vilém vrátil s vážně podlomeným zdravím a v následujících letech jeho podíl na vládě v zemi postupně slábl.

### Smrt a pohřeb
V závěru svého života projevoval Vilém zvláštní přízeň katolické církvi a zvláště pak jezuitům. Jim v srpnu 1591 postoupil českokrumlovský kostel svatého Víta, ve kterém si přál být pohřben po boku své třetí manželky Anny Marie Bádenské. V prosinci téhož roku se zúčastnil založení jezuitské koleje v Chomutově. Výrazně také finančně podpořil bratra své čtvrté manželky Jana z Pernštejna. Ještě před smrtí se podařilo definitivně urovnat odcizení mezi Vilémem a jeho mladším bratrem Petrem Vokem způsobené Petrovou konverzí k Jednotě bratrské. Bylo tak zažehnáno nebezpečí, že by se na úkor Petra Voka stali Vilémovými dědici katoličtí Pernštejnové.

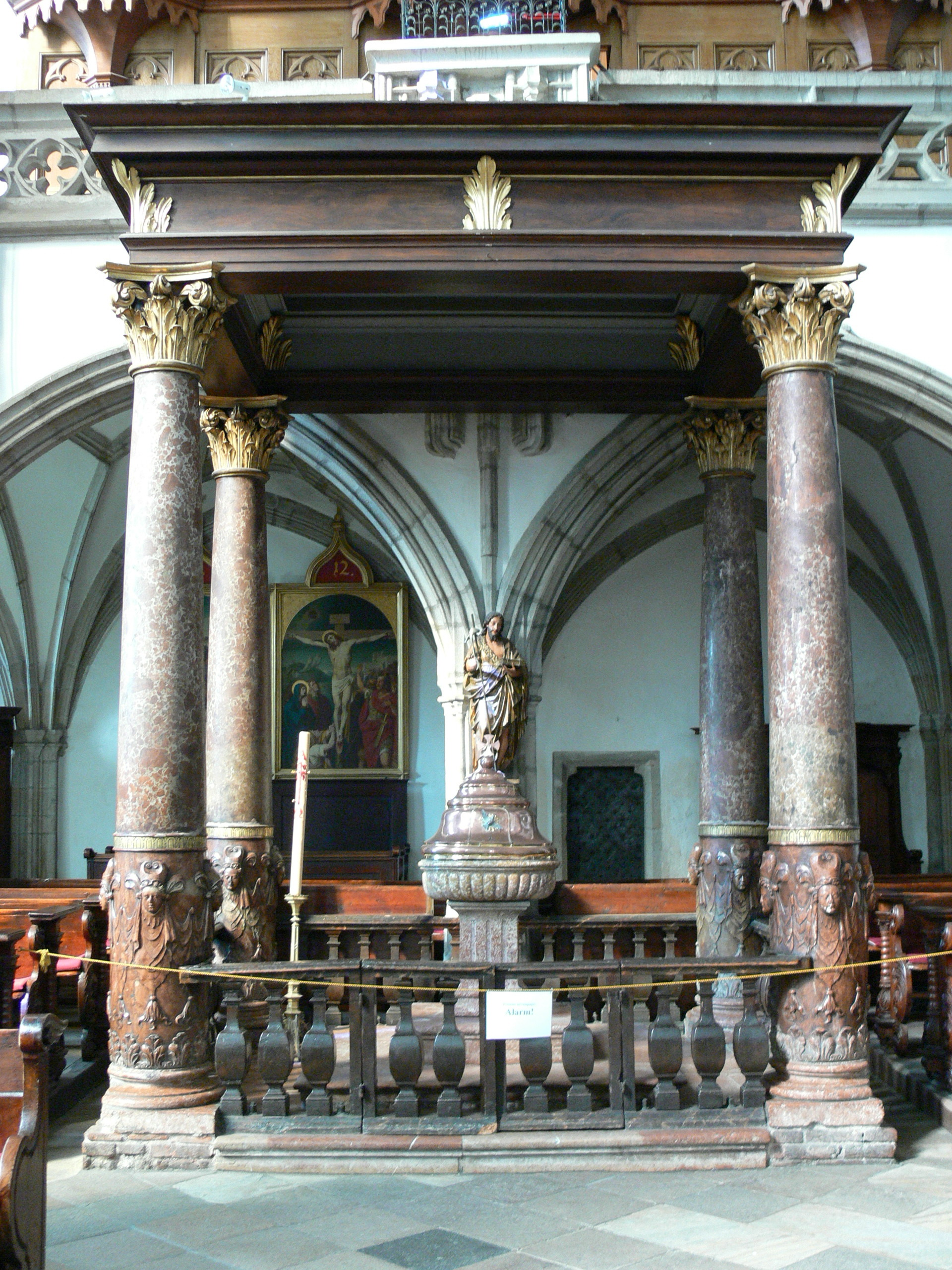
Sloupy z původního mauzolea, ve kterém byl Vilém z Rožmberka pohřben v kostele sv. Víta v Českém Krumlově

Poslední dny svého života strávil Vilém z Rožmberka v Rožmberském paláci na Pražském hradě. Přes své přání, aby se mohl vrátit do Českého Krumlova, jeho nemocemi vysílené tělo už nebylo schopno cesty. Vilém zemřel krátce před polednem 31. srpna 1592 ve věku 57 let. Příčinou smrti byla vodnatelnost a souchotiny. Po smrti bylo tělo ustrojeno do smutečního oděvu a několik týdnů vystaveno v kostele sv. Jiří na Pražském hradě. Odtud se teprve 26. října vydal smuteční průvod na Malou Stranu, kde v kostele svatého Tomáše bylo upraveno castrum doloris a byla zde sloužena pohřební mše svatá. Smuteční řeč nad rakví pronesli jezuita Nicolaus Racivius a strahovský opat Jan Lohelius. Teprve následujícího dne pokračoval smuteční průvod do jižních Čech. V průvodu nechyběl dědic Petr Vok z Rožmberka, vdova Polyxena z Pernštejna, ale i desítky pánů a rytířů. Do Českého Krumlova dorazil smuteční průvod 3. listopadu. Mrtvé tělo zůstalo do 10. prosince vystaveno v minoritském kostele, než bylo uloženo do hrobky v kostele sv. Víta vedle Vilémovy třetí manželky Anny Marie Bádenské. V letech 1593–1597 byl nad hrobkou postaven náhrobek a oltář s rožmberským rytířem na koni, který zhotovil sochař Jiří Bendl.
| „               | Toho také roku počalo se dělati epitaphium panu Vilémovi z Rožmberka, kteréž postaveno slavně a nákladně v kostele farním krumlovském; přes tři tisíce kop míš. pánu na ně šlo nákladu. Nejvejš nade vším postaven byl rytíř rožmberský s koněm, kteréhož po časích jezuité, bavše se, aby snad na ně dolů vyskočil, odtud sníti dali. | “ |
| — Václav Březan | |   |

Po odstranění rožmberského jezdce rozhodl se v roce 1621 tehdejší rektor jezuitské koleje Albrecht Chanovský odstranit z kostela celé mausoleum, které nechal rozebrat, aby nebránilo pohledu na hlavní oltář. To rozhořčilo poslední Vilémovu manželku Polyxenu z Pernštejna, která společně s pražským arcibiskupem Janem Loheliem docílila znovuobnovení mausolea v původní podobě. Místo posledního odpočinku Viléma z Rožmberka se i v dalších letech nevyhnulo rušivým zásahům. V roce 1671 byly z náhrobku sňaty sochy a v době josefínských reforem byla hrobka otevřena, cínové rakve Viléma a jeho manželky prodány a jejich tělesné ostatky vráceny v prostých dřevěných rakvích zpět. Obě mramorové náhrobní desky byly nejdříve zapuštěny do dlažby před kostelní lavice a teprve později přeneseny a osazeny do zdi u vchodu boční kaple svatého Jana Nepomuckého, kde jsou umístěny dodnes.

### Dědicové

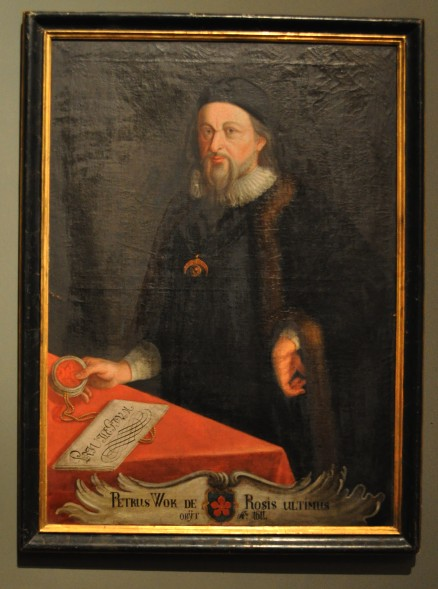
Vilémův mladší bratr a dědic Petr Vok z Rožmberka

Bezprostředně po převzetí dominia Petr Vok vědomě navázal na Vilémovo vladařství. Bez nejmenších námitek uznal jeho odkazy, především v zaopatření vdovy Polyxeny.
Spolu se staršími dluhy Petra Voka dosahovalo celkové zadlužení astronomické částky 1 000 000 míšeňských kop. Za hospodářskými obtížemi se skrývaly především obrovské náklady na politickou kariéru a reprezentaci, které výnos z rožmberského dominia nestačil pokrýt.
| „               | A tu také hned někteří nedavše dobře nebožtíkovi pánu vystydnouti, dostavše takové příležitosti, jíž by byli za nebožtíka užíti nemohli, zboží rožmberská divně losovali, trhali a pána svými obmysly javše, k své vůli přivedli. | “ |
| — Václav Březan | |   |

Aby alespoň na čas unikl věřitelům, formálně převedl Petr Vok po Vilémově smrti většinu svého majetku na svou manželku Kateřinu z Ludanic. Přesto se však brzy musel odhodlat k radikálnějšímu řešení a začít vzniklou situaci řešit postupným odprodejem některých panství. Postupně tak odprodal věno své manželky Helfštýn, dále pak panství Miličín, Choustník, Helfenburk, Bechyni, Vimperk, Rychleby, rakouský Haslach, a jiné. Jen v letech 1592–1599 tak prodejem panství získala rožmberská komora více než 500 000 kop grošů. Přesto však stále zůstával dluh převyšující 400 000 kop. Pro jeho uhrazení se Petr Vok rozhodl k nejrazantnějšímu zásahu do zděděného rožmberského dominia a dohodl se na odprodeji panství Český Krumlov císaři Rudolfu II. Prodej se realizoval v letech 1601/1602 za 422 000 kop míšeňských grošů. Petru Vokovi se tak podařilo zabránit hospodářskému kolapsu, ale za cenu podstatného zmenšení rožmberského dominia.

## Hodnocení
Vilém věrně sloužil svému panovníkovi, ale i své zemi a stavovské obci. Cíl své politiky spatřoval v nalezení vnitřní rovnováhy v nábožensky rozdělené zemi a v prosazení „obecného dobra“. Po vymření vládnoucí Jagellonské dynastie v Polsku se dvakrát (v letech 1573 a 1575) stal kandidátem na polský královský trůn. Stal se tak jediným českým pánem či politikem, který kandidoval na trůn sousední země. Přes lákavost vidiny královského titulu měl Vilém dostatek prozíravosti, aby si uvědomil nereálnost této představy. V zájmu zachování skutečných jistot na ni rezignoval a spokojil se s úlohou nejvyššího purkrabího a českého „místokrále“. Ve svých funkcích nejvyššího komorníka a později nejvyššího purkrabího si spíše než jako královský úředník počínal jako sebevědomý a uznávaný reprezentant stavů.
Doba Vilémovy vlády je poznamenaná výstavbou a rozvojem vrchnostenského hospodaření. V žádném jiném období a ani žádný jiný šlechtický rod nedosáhl v zakládání vrchnostenských podniků takové intenzity. Jednu z hlavních roli ve Vilémovu hospodaření hrálo pivovarnictví. Vilém zakládal nové pivovary a odbyt jejich piva usnadnil nařízením, že se na rožmberských panstvích nesměla prodávat jiná než v panských pivovarech uvařená piva. V jeho době došlo také k rozvoji tradičního rybníkářství a právě tehdy byla dokončena jihočeská rybniční soustava. Nejvýznamnějšími staviteli rybníků ve Vilémových službách byli Mikuláš Ruthard z Malešova a Jakub Krčín, kteří navázali na starší práce Štěpánka Netolického.
Smrtí Viléma z Rožmberka odešel příslušník poslední generace, která zastávala umírněnost v domácím politickém životě. Snažil se uchovat vliv stavů při udržení tradice královského majestátu. V kultuře se pak přikláněl k intelektuálnímu humanismu. Svými kulturními zájmy a podporou hudby, literatury a školství vysoce převyšoval tehdejší rámec šlechtických zájmů. Na rozdíl od svého mladšího bratra Petra Voka se Vilém nikdy nestal předmětem legendy. Přesto se mu podařilo zapsat do českých dějin jako významná renesanční osobnost, která obohatila české poměry evropským rozhledem spojeným s aktivním vlastenectvím.

## Hospodářská politika
Jak se panovníkům počátkem novověku dařilo zajistit mír v zemi, ztrácela šlechta svůj vojenský význam, hrady přestavovala na pohodlnější zámky a šlechtic se z válečníka stával velkostatkářem či podnikatelem. Již v době působení Vilémových poručníků se začala na rožmberském dominiu provádět aktivní hospodářská politika. V dané době ji představoval především rozvoj vrchnostenského pivovarnictví. Stavba nového pivovaru byla tehdy zahájena v Helfenburku a i jinde dochází k rozšiřování pivovarských provozů. Z důvodu podpory odbytu rožmberského piva zakázali poručníci poddaným odběr jiného než panského piva.
Po převzetí statků pokračoval Vilém z Rožmberka v hospodářské politice svých poručníků. Kromě dalších omezení poddaných, kteří měli své výrobky i to, co vypěstovali, prodávat jen v rožmberských městech, pokračoval v „pivovarské ofenzivě“ a začal budovat nové panské pivovary v Českém Krumlově, Třeboni, Lomnici nad Lužnicí i jinde. Zároveň v těchto městech postupně likvidoval měšťanskou pivovarnickou konkurenci. Měšťanské pivovary směly působit jen tam, kde nemohly panským pivovarům škodit. Rozvoj pivovarnictví zvyšoval poptávku po pšenici, jejíž nedostatek Vilém řešil zákazy prodeje mimo dominium, a také zakládáním nových poplužních dvorů, které se stávaly dalším zdrojem vrchnostenských příjmů. Během Vilémova života rostlo vrchnostenské hospodaření na poplužních dvorech tak, že v roce 1590 vynášelo 32 dvorů více než 34 000 kop grošů míšeňských, což bylo více než výnos celého třeboňského panství. Výnos vrchnostenských pivovarů na konci Vilémova života je odhadován na 40 000 kop grošů míšeňských a pivovarnictví tak patřilo k nejužitečnějšímu rožmberskému podnikání.
Hospodářská politika Viléma z Rožmberka neoddělitelně souvisí s osobností Jakuba Krčína z Jelčan. Velkorysé Krčínovo hospodaření bylo spojeno především s dotvořením jihočeské rybniční soustavy. Při výstavbě nových rybníků se nezastavil ani před likvidací třeboňského předměstí a jeho zaplavením. Krčínem vybudovaná Nová řeka, umělý kanál mezi Lužnicí a Nežárkou, zajistila rybniční soustavě dostatečný přísun čerstvé vody. Centralizaci dominia Jakub Krčín dovršil zřízením nového úřadu (buchalterie), který se stal nejdůležitějším finančním úřadem dominia.
Spíše prestižní a politický význam měla pro Viléma koupě slezských horních měst Rychleb a Silberberku v roce 1581. Kdysi významná báňská města byla v 80. letech 16. století už v hlubokém úpadku a báňské hospodaření končilo často ve ztrátě. Vlastnictví uvedených měst však Vilémovi poskytovalo výsadní právo razit vlastní mince, čehož využíval pro rozšíření svého mezinárodního věhlasu. Vilém podporoval i těžbu rud na Krumlovsku, v Jílovém a v Ratibořských Horách na Táborsku. Výnosy z dolování však nezadržitelně klesaly a těžba nepřinášela očekávaný užitek – s výjimkou Ratibořských Hor, které zvláště na přelomu 16. a 17. století přinášely slušný zisk.

## Alchymie
Vilém, jindy velmi střízlivý donátor, byl velkým a štědrým podporovatelem alchymie, lékařství a magie. Vlastnil několik alchymistických laboratoří na Krumlově či Třeboni a jeho zájem o alchymii nebyl pouze společenského rázu, nýbrž se jako vzdělaný vědec zajímal o podstatu tajuplných záhad. Dlouhou dobu hostil na Třeboni anglického mága Johna Dee, ale jeho největším oblíbencem se nakonec stal Deeův společník Edward Kelley. Vilém se stal do konce svého života jeho podporovatelem a ochráncem. Na jeho přímluvu císař udělil Kelleymu rytířský titul a díky Vilémovu vlivu byl Kelley přijat mezi českou šlechtu; ke svému jménu připojil rytířský přídomek „z Imany“. Aby byl jeho oblíbenec dobře zajištěn, sám mu věnoval i panství Nová Libeř.

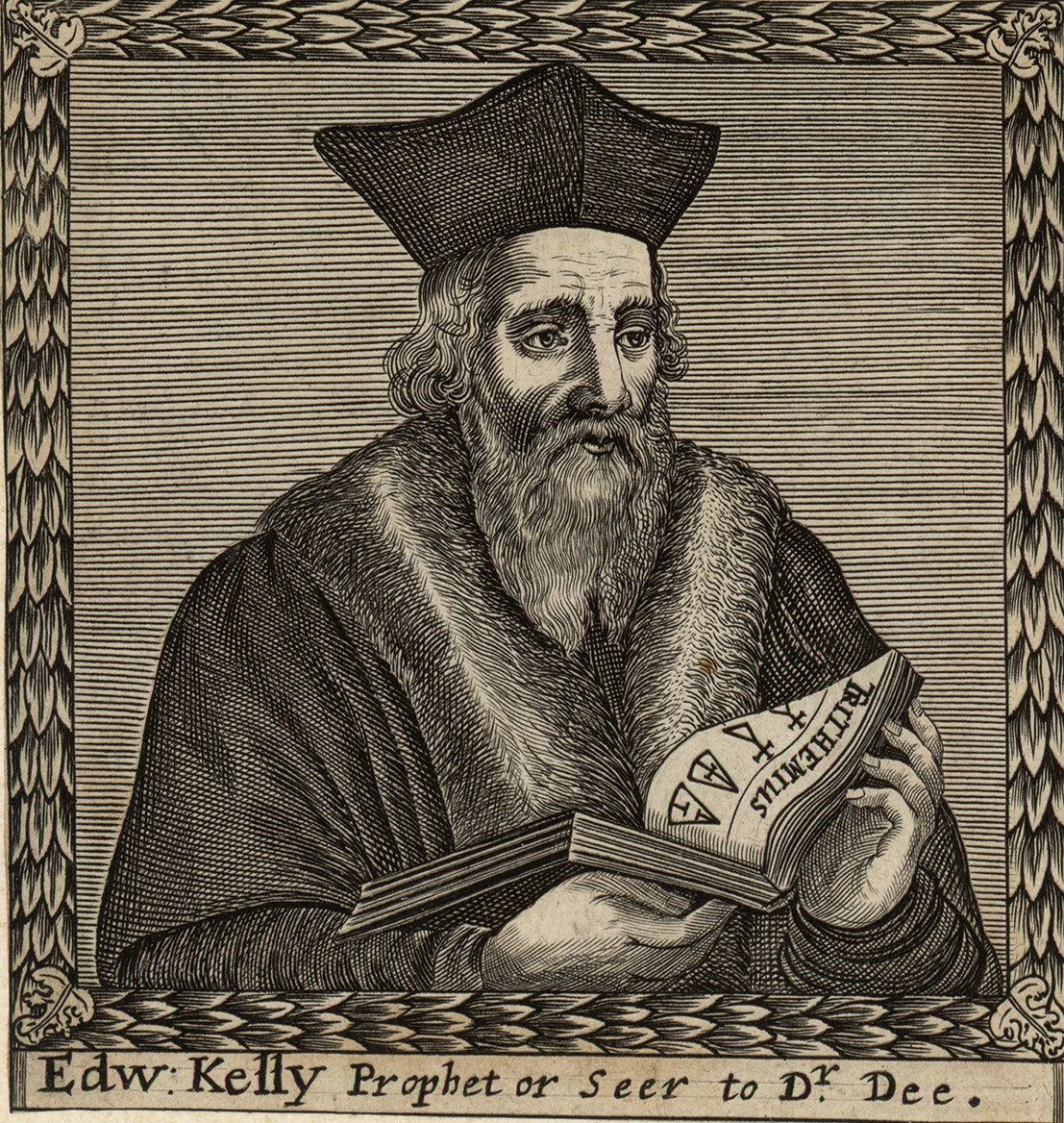
Edward Kelley z Imany, přední Vilémův alchymista

## Kulturní zájmy a mecenát

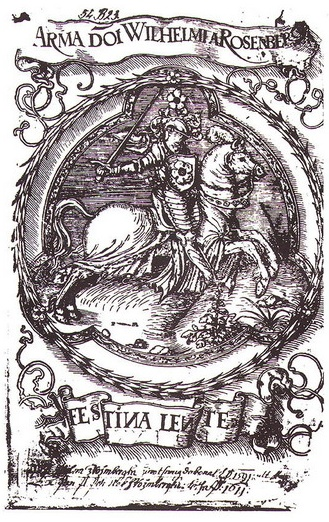
Ex libris Viléma z Rožmberka

Při budování rodové knihovny Vilém preferoval její obsahovou kvalitu před reprezentativností. Nikdy se nestal (na rozdíl od svého mladšího bratra) typickým renesančním sběratelem knih. Právě střídmost a praktičnost vedla pravděpodobně k tomu, že v roce 1573 odmítl zakoupit knihovnu císařského antikváře Jacopa Strady, která se tak stala součástí císařské knihovny ve Vídni. Knihy často nakupoval na svých cestách po Itálii a Německu. Rozsáhlou část knihovny věnoval Vilém v roce 1591 českokrumlovským jezuitům.

## Odraz vliteratuře a umění

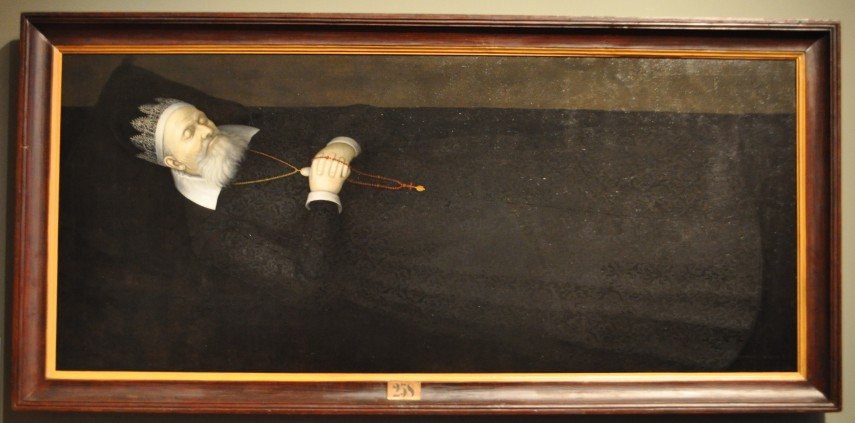
Posmrtný portrét Viléma z Rožmberka poprvé vystavený na výstavě Rožmberkové: rod českých velmožů a jeho cesta dějinami.

Život Viléma z Rožmberka se odrazil mimo jiné v kronikářských dílech jeho současníků. Nejvýznamnějším z nich byl Václav Březan, který osobě Viléma z Rožmberka věnoval jeden z dílů své pětidílné Historie Rožmberské. Také smrt a pohřeb Viléma z Rožmberka se stal příležitostí, při které mnozí autoři oslavili vznešenost zemřelého. Brzy po Vilémově smrti vyšla sbírka básní Epicedia in obitum ... Gulielmi Ursini de Rosenbergo (Smuteční písně k pohřebnímu obřadu Viléma Ursina z Rožmberka), která oslavovala nejen urozenost a bohatství zesnulého, ale i jeho bohulibost, štědrost a politický rozhled. Mezi přispěvateli byl i básník, botanik a lékař Adam Zalužanský ze Zalužan. Jeho úmrtí věnoval svou báseň i Balthasar Exner. Třináct let po Vilémově smrti vyšel tiskem sborník veršů Jana Černovického obsahující báseň Cento funebris in obitum (Pohřební báseň k zádušní mši), kterou složil u příležitosti jeho pohřbu. Téměř dvě stě let (do roku 1780) si na své vydání počkaly verše Gabriela Svěchina z Paumberka věnované zemřelému rožmberskému vladaři.
Jako přísného a nesmlouvavého vládce nad celým rožmberským dominiem ztvárnil Viléma František Kožík v novele Třetí noc. Postava Viléma z Rožmberka vystupuje i v románové trilogii spisovatelky Niny Bonhardové tvořené knihami Tanec rabů, Selský mor a Polyxena. Ve filmu Svatby pana Voka z roku 1970 jej ztvárnil herec Otakar Brousek starší.
V roce 2011 se jeho podobizna objevila na čtyřicetidevítikorunové poštovní známce na aršíku Rožmberský rok – Petr Vok z Rožmberka, Vilém Vok z Rožmberka. Výtvarný návrh známky vyhotovil Oldřich Kulhánek a rytinu provedl Miloš Ondráček. Vilém z Rožmberka se stal také námětem jedné ze čtyř pamětních medailí vydaných Českou mincovnou. V tomtéž roce probíhala od 19. května ve Valdštejnské jízdárně v Praze výstava Rožmberkové : rod českých velmožů a jeho cesta dějinami. V rámci ní bylo vystaveno mnoho s Vilémem z Rožmberka souvisejících artefaktů např. i dosud nikdy nevystavený a umělecky mimořádně kvalitní posmrtný portrét Viléma z Rožmberka. Postava Viléma z Rožmberka inspirovala divadelníky z Českého Krumlova, kde 16. června 2006 na slavnostech pětilisté růže měla premiéru divadelní hra Františka Zborníka Dvojí pravda o Vilémovi z Rožmberka.
Pravidelně je Vilém z Rožmberka připomínán při pravidelných slavnostech pětilisté růže, kterých se každoročně účastní více než 23 000 českých i zahraničních návštěvníků. Zatímco v letech 1991–1994 to byl návrat Viléma z Rožmberka do Českého Krumlova z italské výpravy v roce 1552 a třetí sňatek a Annou Marií Bádenskou v roce 1578, v letech 1998–2000 byl připomenut poslední pobyt Viléma z Rožmberka v Českém Krumlově před jeho smrtí v roce 1592. V roce 2001 byly Slavnosti pětilisté růže ve znamení diplomatické cesty Viléma z Rožmberka do Polska v roce 1576 a v následujícím roce opětovně připomenuly Vilémovu cestu na Apeninský poloostrov. V letech 2006–2010 to byly další události z Vilémova života jako spojení Českého Krumlova s Latránem v roce 1555 nebo čtvrtá Vilémova svatba s Polyxenou z Lobkovic v roce 1587.